# Giovanni Antonio de’ Beltrami
Giovanni Antonio de’ Beltrami war ein italienischer Maler des 17. Jahrhunderts.

## Leben
Giovanni Antonio de’ Beltrami war ein italienischer Maler, der als Miniatur- und Buchmaler beschrieben wurde. Er lebte in Venedig und arbeitete um 1660 im Benediktinerkloster San Giorgio Maggiore.